# Történetek a sötét oldalról
A Történetek a sötét oldalról (eredeti címe: Tales from the Darkside: The Movie) 1990-ben bemutatott amerikai horrorfilm-antológia, amelyet John Harrison rendezett. A forgatókönyvet Arthur Conan Doyle, Stephen King és Lafcadio Hearn művei alapján Michael McDowell és George A. Romero készítették. Az antológiában olyan színészek láthatók, mint Debbie Harry, Christian Slater, Steve Buscemi és Julianne Moore. 1990. május 4-én mutatták be az Egyesült Államokban. A magyar bemutató dátuma nem ismert.

## Cselekmény
Betty, a jómódú külvárosi háziasszony és modernkori boszorkány, vacsorapartit szervez boszorkánytársai számára. A főfogás Timmy lesz, egy fiatal fiú, akit elfogott és láncra verve a kamrájában tart. A fiú, hogy feltartóztassa a főzésben, három történetet mesél neki.
249. tétel
Edward Bellinghamet két osztálytársa, Susan és Lee lopással vádolják meg. A diákok mindannyian egy ösztöndíjért versengenek, és a lányok így próbálják rontani a fiú esélyeit. Bosszúból Bellingham feléleszt egy múmiát és megöleti őket. Susan bátyja, Andy, megidézteti a fiúval a múmiát, és elpusztítja azt. Bellinghamet viszont nem képes megölni. A fiú feltámasztja a két lányt, és elküldi őket Andy kollégiumába, akik Bellingham üdvözletét átadják.
A pokol macskája
Drogan, egy gazdag, kerekesszékkel közlekedő öregember egy Halston nevű bérgyilkost bíz meg egy bizarr megbízással: öljön meg egy fekete macskát, amelyről Drogan azt hiszi, hogy gyilkos gonosz. Drogan elmagyarázza, hogy a macska érkezése előtt még három másik lakó is volt a házában: a nővére, Amanda, a barátnője, Carolyn, és a család komornyikja, Richard Gage. Drogan azt állítja, hogy a macska egymás után megölte a másik hármat, és ő a következő. Drogan gyógyszergyára 5000 macskát ölt meg egy új gyógyszer tesztelése közben, és meg van győződve arról, hogy ez a fekete macska azért van itt, hogy kozmikus bosszút álljon.
Halston nem hiszi el a történetet, de 100 000 dollárért cserébe hajlandó likvidálni. Ám amikor Drogan visszatér a házba, a macska megölte Halstont azzal, hogy lemászott a torkán. A macska előbújik a bérgyilkos holttestéből, és Droganra ugrik, halálos szívrohamot okozva neki.
Szerelmes eskü
Preston találkozik az ügynökével, aki felrója neki, hogy nem veszik a műveit. Mikor a pultos hazakíséri a férfit, egy vízköpő szörnybe botlanak. A pultos rálő, mire a lény megtámadja, levágja a kezét és lefejezi. Preston megpróbál elmenekülni, de sarokba szorítják. A vízköpő alkut ajánl neki: ha szívére esküszik, hogy nem mondja el senkinek, amit látott, akkor megkíméli az életét. 
Preston életben marad, és találkozik Carolával. A nővel szerelmi viszonyt alakít ki, később pedig karrierében is sikeres lesz. Házasság és két gyerek után Prestont még mindig gyötri a vízköpős emlék. A tizedik évfordulójukon nem bírja tovább, és kiönti a nőnek a lelkét. Carolát teljesen felzaklatja vele, és felfedi magát mint vízköpő. Carola kénytelen megölni Prestont, majd elrepül gyermekeivel, akik szintén vízköpők.
Timmy a történetek végére ér, és Betty megfőzni készül a fiút. Timmy üveggolyókat dob a padlóra, amin Betty megcsúszik, és átszúrja egy szerszám. Timmy a kemencébe dobja Bettyt.

## Szereplők
| Szerep          | Színész           | Magyar hang         |
| --------------- | ----------------- | ------------------- |
| Betty           | Debbie Harry      | Csere Ágnes         |
| Timmy           | Matthew Lawrence  | Gerő Gábor          |
| pap             | David Forrester   |                     |
| Bellingham      | Steve Buscemi     | Kassai Károly       |
| Andy            | Christian Slater  | Zalán János         |
| Lee             | Robert Sedgwick   | Bor Zoltán          |
| Susan           | Julianne Moore    |                     |
| Dean            | Kathleen Chalfant |                     |
| múzeum igazgató | George Guidall    | Juhász Tóth Frigyes |
| költöztető      | Donald Van Horn   | Lázár Sándor        |
| taxisofőr       | Ralph Marrero     |                     |
| múmia           | Michael Deak      |                     |
| Halston         | David Johansen    | Koroknay Géza       |
| Drogan          | William Hickey    | Kenderesi Tibor     |
| Carolyn         | Alice Drummond    | Koffler Gizella     |
| Amanda          | Dolores Sutton    |                     |
| Gage            | Mark Margolis     |                     |
| taxisofőr       | Paul Greeno       | Breyer Zoltán       |
| Preston         | James Remar       | Jakab Csaba         |
| Carola          | Rae Dawn Chong    | Orosz Helga         |
| Wyatt           | Robert Klein      | Uri István          |
| Jer             | Ashton Wise       | Szűcs Sándor        |
| Maddox          | Philip Lenkowsky  | Holl Nándor         |
| Margaret        | Nicole Leach      |                     |
| John            | Daniel Harrison   |                     |

## Fogadtatás

### Kritikai visszhang
A filmet túlnyomórészt negatív kritikákkal illették. A Rotten Tomatoeson 46%-os minősítést ért el 24 értékelés alapján. Janet Maslin a New York Timestól azt írta: „Hála a horrornormáknál okosabb szereposztásnak, és John Harrison rendezésének, amely szakszerű és néha még szellemes is, legalább szórakoztató.” Richard Harrington a Washington Posttól azt írta: „Ez is csak egy újabb melléfogás a Creepshow és a Twilight Zone: The Movie mintájára.” A Time Out szerint: „Harrison soha nem lép túl az eredendően korlátozott formátumon.”
A Metacritic 54 pontot adott a 100-ból 13 vélemény alapján. Michael Wilmington a Los Angeles Timestól azt írta: „Mint horrorsorozat, ez egy fokkal - vagy egy vágással vagy egy véres csapással - a legtöbb ilyen típusú film fölött áll: okosan megírt, okos szereposztással.” Owen Gleiberman az Entertainment Weeklytől azt írta: „A címétől eltekintve, ez a lassú, nehézkes gyűjtőfilm inkább hasonlít egy tévéműsorra, mint filmre. Nem túl ijesztő, és nincs sok kontraszt az epizódok között.” Johanna Steinmetz a Chicago Tribune-től azt írta: „A film ritmusa vontatott, a véres részeket stratégiailag arra az esetre helyezik el, ha a nézők elbóbiskolnának.”

### Bevétel adatai
A Box Office Mojo szerint a film 16 millió dolláros bevételt ért el, a költségvetésről nincs adat.